# Vincenzo Presutto
Vincenzo Presutto (Napoli, 14 gennaio 1967) è un politico italiano.

## Biografia
Vive a Napoli; ha conseguito la laurea in Scienze Economiche e Marittime all'Università degli Studi di Napoli "Parthenope".
Di professione Dottore Commercialista, Revisore Legale, Revisore Enti Locali, è iscritto nell'elenco degli Organismi Indipendenti di Valutazione della performance della PA, ed è specializzato in Consulenza di Direzione Aziendale.
Ha pubblicato il volume di management dal titolo I love innovation, Manuale pratico di gestione del cambiamento per manager e imprenditori, edito dalla FrancoAngeli in Italia nel 2009 
È stato Presidente della Commissione di Studio sugli Organismi Indipendenti di Valutazione dell'Ordine dei Dottori Commercialisti ed Esperti Contabili di Napoli 
È inoltre stato revisore contabile del comune di San Leucio del Sannio (Benevento) nel triennio 2015-2018.
È componente Comitato Scientifico della Commissione “Economia, Enti Pubblici e Sistemi di Amministrazione, Valutazione e Controllo” dell’Ordine dei Dottori Commercialisti ed Esperti Contabili di Napoli (da luglio 2022).
Ha lavorato in ruoli manageriali occupandosi di organizzazione e gestione per alcune delle più importanti aziende multinazionali operanti nel settore della logistica delle merci.

### Elezione a senatore
Alle elezioni politiche del 2018 viene eletto al Senato della Repubblica, nelle liste del Movimento 5 Stelle nella circoscrizione Campania.. A Palazzo Madama è membro della 5ª Commissione permanente (Bilancio) , vicepresidente della Commissione parlamentare per l'attuazione del federalismo fiscale  e membro della Commissione parlamentare di vigilanza sulla Cassa Depositi e Prestiti 
Il 22 giugno lascia il M5S iscrivendosi a Insieme per il futuro, soggetto nato da una scissione guidata dal ministro Luigi Di Maio. Da luglio 2022 diventa Vicepresidente vicario del nuovo gruppo al Senato. Conclude il proprio mandato parlamentare nell'autunno successivo.